# Abeja reina

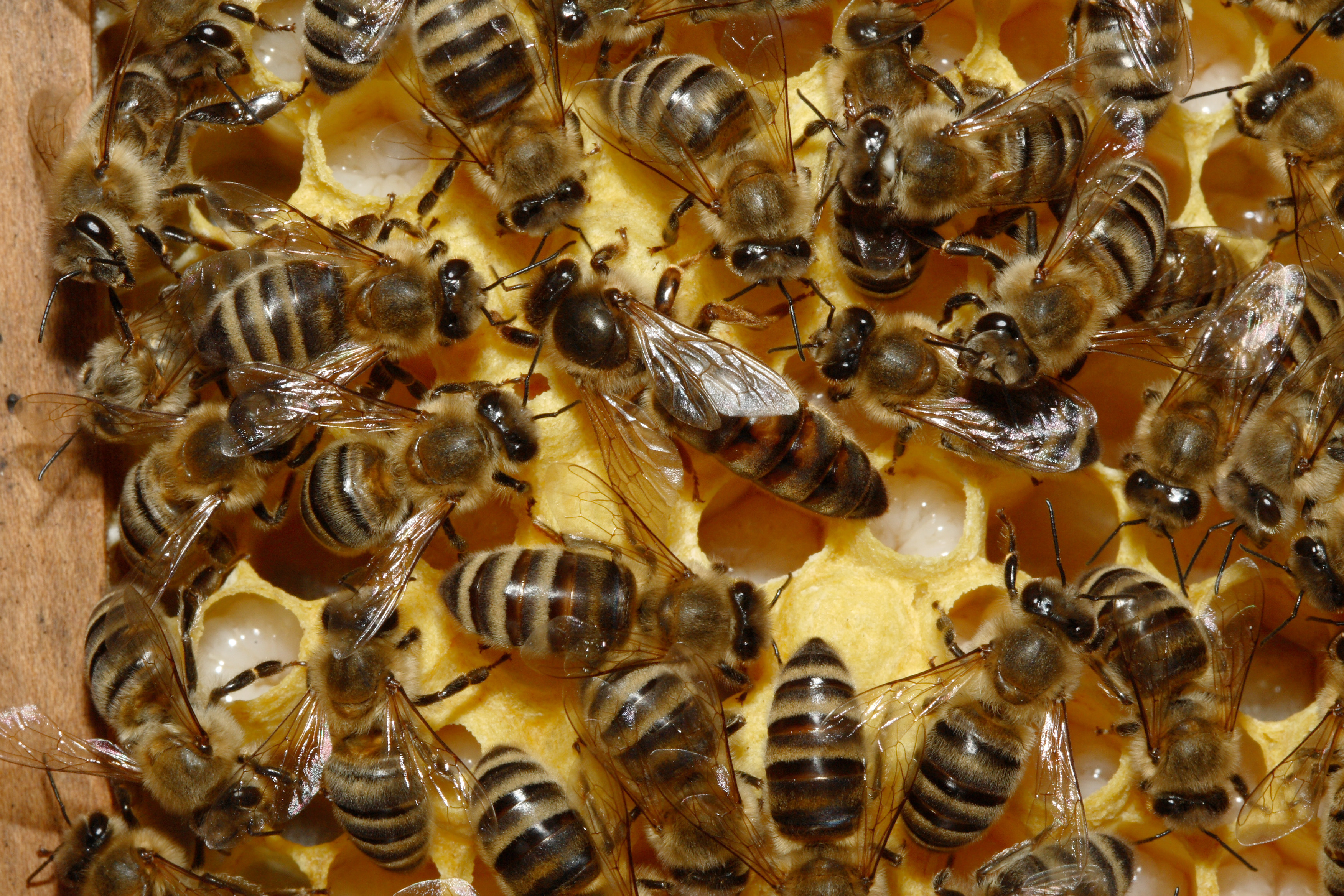
Abeja reina con abejas obreras.

La abeja reina es una de las tres castas que tienen las abejas melíferas. Es la única hembra fértil que pone huevos fecundados que dan origen a abejas obreras infértiles y pone huevos no fecundados que dan origen a zánganos fértiles, por un mecanismo denominado partenogénesis.       

## Ciclo de vida

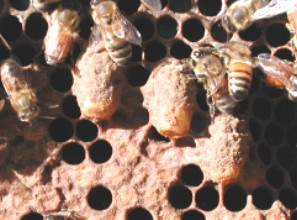
Celdas reales de urgencia en la parte inferior de los panales.

La abeja reina comienza a desovar en primavera. Esto es probablemente activado por las floraciones de las que liban el néctar, abundantes ya en esta época. La reina es la única hembra fértil y deposita los huevos de los cuales nacen todas las demás abejas. La abeja reina no abandona la colmena, salvo durante los vuelos de fecundación, o cuando se produce un enjambre para dar lugar a una nueva colonia. La reina deposita sus huevos en panales de cera que las obreras construyen con celdas hexagonales. El huevo después del tercer día se transforma en una pequeña larva que es alimentada por las abejas nodrizas (abejas obreras jóvenes). Después de una semana, aproximadamente, dependiendo de la especie, la larva es sellada en su celda por las abejas nodrizas, produciéndose el estado de ninfa o pupa. En aproximadamente otra semana (nuevamente dependiendo de la especie), la ninfa emerge como una abeja adulta.
Las reinas no son criadas en las típicas celdas horizontales del panal, sino que sus celdas son construidas para ser de mayor tamaño y en posición vertical. Cuando la reina termina su etapa de alimentación larval y se convierte en pupa, se desplaza a una posición cabeza abajo, desde la cual luego come su celda para salir. Durante la etapa de pupa, las abejas obreras tapan o sellan la celda real. Justo después de emerger de sus celdas, a menudo las abejas reinas producen un sonido que, según se cree, es un reto a otras reinas a batallar.
Las abejas reinas viven un promedio de tres años. Las obreras viven períodos mucho más breves, de menos de tres meses en promedio.
Las abejas reinas liberan feromonas para regular las actividades de la colmena. Las abejas obreras también producen feromonas para comunicarse con otras abejas.
Las reinas nuevas surgen como consecuencia de un descenso de los niveles de producción de las feromonas que inhiben la aparición del impulso de enjambrazón de la colonia.
La reina es una larva alimentada por secreciones de las abejas obreras nodrizas durante toda su vida. La celda que dará origen a una reina se llama celda real, también se la denomina como "realera", y tiene la forma de una cáscara de cacahuete de aproximadamente 2 a 2,5 cm de largo. Las abejas obreras nodrizas llenarán esta celda real con una sustancia que secretan denominada jalea real operculándola (cerrándola) al octavo día, y al día dieciséis de la puesta del huevo emerge la reina virgen. 
La reina es la única hembra que está completamente desarrollada sexualmente. Esto es el resultado de una dieta total de jalea real durante el período de desarrollo. Recientemente se ha descubierto que el ingrediente activo de la jalea real que convierte a una obrera en reina es la proteína royalactina (antes denominada proteína 57-kDa, en referencia a su peso molecular) que activa la quinasa p70 S6, que a su vez incrementa la actividad de la quinasa MAP.
Cuando una abeja reina muere accidentalmente, una nueva "reina emergente" es seleccionada entre las jóvenes en etapa reproductiva. Es alimentada con jalea real y asignada para la cópula con los zánganos. Es importante que siempre exista una líder copuladora a la cabeza de una comunidad, pues de ello depende su futuro.
Por el contrario, cuando una abeja reina ya no realiza adecuadamente su labor, una muy joven (o recién nacida) es preparada mediante la alimentación con jalea real, con el objetivo de que sea fértil y visiblemente más grande. Es más favorable una reina que fue protegida y alimentada desde sus primeros días.
Una investigación de la década de 1960 sugirió que la jalea real contiene una sustancia neuroquímica potente, mientras que un trabajo en 1972 destacó las hormonas en el desarrollo. Más recientemente, los científicos identificaron un conjunto de proteínas en la jalea real, potencialmente involucrados en la generación de reinas. 
En el presentimiento de que una de estas proteínas podría ser un ingrediente clave de la jalea real, Masaki Kamakura, un entomólogo en el Centro de Investigación en Biotecnología en Toyoma, Japón, diseñó un sencillo experimento.
Se almacena jalea real a una temperatura que degrada sus proteínas a un ritmo diferente y luego probaron si la gelatina tratada térmicamente podría hacer reinas. Le costó treinta días para que la potencia de la jalea real desapareciera. El análisis químico mostró que una proteína que había llamado previamente royalactina fue uno de los más lentos para romper. La proteína royalactina, cuando se combina con otros nutrientes, transforma en larvas reinas con la misma eficacia que la jalea real.
La abeja melífera (Apis mellifera) forma dos castas de hembras: la reina y las obreras. Este dimorfismo no depende de las diferencias genéticas, sino en la ingestión de jalea real, aunque el mecanismo mediante el cual la jalea real regula la diferenciación de castas hace mucho tiempo se desconoce. Ahora se ha demostrado que la proteína 57 kDa en la jalea real, previamente designado como royalactina, induce la diferenciación de las larvas de las abejas en reinas. Facilita un mayor tamaño corporal y el desarrollo del ovario y acorta el tiempo de desarrollo. Sorprendentemente, también mostró efectos similares en la mosca de la fruta (Drosophila melanogaster). Los estudios revelaron que los mecanismos de acción activan p70 S6 quinasa, la cual es responsable del aumento del tamaño corporal, el aumento de la actividad de la proteína quinasa activada por mitógenos, y aumentó la cantidad de la hormona juvenil, una hormona esencial para el desarrollo del ovario. Estos resultados indican que un factor específico en la jalea real, royalactin, impulsa el desarrollo de la reina.
"Encontrar los componentes activos de la jalea real que son importantes para el desarrollo de la reina ha sido una especie de santo grial de la investigación de insectos durante décadas", dice Gro Admam, un entomólogo de la Universidad Estatal de Arizona en Tempe, que no estuvo involucrado en esta investigación. 
"Realmente es un documento impresionante", dice Admam, y debe inspirar a otros investigadores de abejas para ver qué pueden aprender de moscas de la fruta. Sin embargo, el desarrollo de la abeja reina es probablemente demasiado compleja para ser explicada por un ingrediente de la jalea real, dice ella. "Sólo tenemos que tener cuidado al enamorarse de una sola explicación." 
La reina se distingue por su apariencia larga y delgada causada por el desarrollo completo de los ovarios en el abdomen. Tiene un aguijón sin púa. 
Aproximadamente cinco días después de salir de la celda, la reina virgen hace unos vuelos de fecundación. Hace varios vuelos en un período de dos o tres días, y puede copular con diez o más zánganos. Guarda el esperma de los zánganos en un órgano especial, la espermateca, y no copula más después de este periodo. En la colonia se encuentra en el área del nido de cría.

## Vuelos de fecundación
La reina sale de la colmena para realizar varios vuelos de fecundación o vuelos nupciales, suelen realizar cuatro o cinco durante varios días, siendo apareada en vuelo por varios zánganos.
La razón de que la abeja reina se aparea con muchos zánganos ha sido y es debate de muchos trabajos, pero sin duda aumenta la diversidad genética de su colonia, en virtud de que las obreras son todas hijas de la misma madre, pero no del mismo padre. Esto explica por qué dentro de la colmena podemos identificar camadas de obreras con diferentes coloraciones. El mecanismo por el cual la abeja reina fecunda los huevos con esperma de diferentes zánganos también lo desconocemos.
Alrededor de cinco días después de los vuelos de fecundación, la reina comienza a poner huevos. Durante periodos favorecedores una reina buena puede poner más de mil quinientos huevos al día. Factores que afectan la puesta son: el clima, el néctar y la recolección de polen, el tamaño de la reina, y la condición de la colonia. El número de huevos puestos varía con el ciclo anual según la variación de néctar y polen disponibles. Cuando hay entrada de mucho polen y néctar las obreras se estimulan, dando más y mejor nutrición a la reina, lo cual la estimula a poner más huevos.

## Feromonas de la reina
Varias de las glándulas de la reina producen sustancias complejas que se llaman feromonas de la reina. Se distribuye por toda la colonia por medio de las obreras que cuidan a la reina.
Las feromonas de la reina son una combinación de sustancias químicas complejas que sirven para controlar el comportamiento de otros individuos de la misma especie. La sustancia producida por la reina y los otros individuos de la colonia sirve para armonizar el comportamiento de la misma.
Normalmente hay una reina en cada colonia, aunque a veces hay dos reinas porque la colonia está reemplazando a la reina vieja.
La reina puede vivir hasta cuatro años, pero en los trópicos, donde el periodo anual de postura es más largo, la reina no vive tanto. Las reinas viejas no tienen la misma capacidad de poner huevos que tienen las reinas más jóvenes, por eso los apicultores prefieren tener reinas jóvenes, reemplazándolas cada dos años.

## Identificación por colores
Las reinas se pintan en la parte superior del tórax con el fin de mantener un control del año en que nacieron. De esta manera sabemos fácilmente si se produce algún tipo de cambio de la reina, en virtud que las nuevas no estarán pintadas, como también la edad de la reina en una colmena. 
El código de colores para marcarlas es el siguiente:
En castellano el código se relaciona con la palabra BARVA. Blanco para los años terminados en 1 y 6. Amarillo para los años terminados en 2 y 7. Rojo para los años terminados en 3 y 8. Verde para los años terminados en 4 y 9. Azul para los años terminados en 5 y 0.
Algo más sobre las abejas reinas es que solo las de la especie melíferas pueden picar  ya que otras tienen el aguijón  atrofiado 

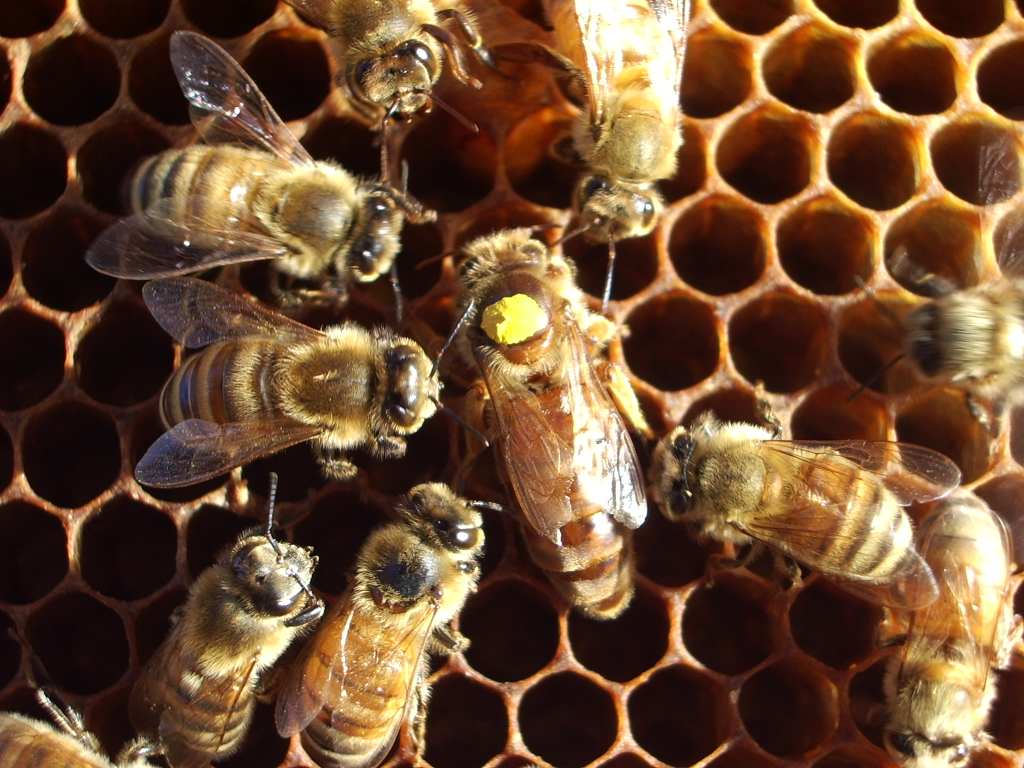
Abeja reina marcada (color amarillo).